# Майкъл Холт
Майкъл Холт (р. 1978) (на английски: Michael Holt) е английски професионален играч на снукър.

## Кариера
Холт е роден на 7 август 1978 в английския град Нотингам. Кариерата му започва в ранна възраст и на 18-годишна възраст е вече професионалист. След поредица от неуспешни опити да се класира на световния шампионат в Шефилд през 2005 г. най-накрая успява да стигне до същинската фаза на турнира където успява до достигне до втори кръг след победа над Пол Хънтър. През следващите две години Майкъл отново участва в турнира, но отпада още в първия кръг. През професионалната му кариера най-добрите му постижения си остават трите 1/4-финала постигнати в различни ранкинг турнира.

## Личност
Майкъл Холт трудно намира начин да се концентрира след лош удар, което често го вкарва в кризи, губейки по няколко фрейма подред и често по този начин, губейки и самия двубой. Любопитен факт е и куриозното му отпадане на световния шампионат през 2006 г. в първия кръг от Питър Ебдън, когато при резултат 8 - 9 фрейма в полза на Питър Ебдън, Майкъл Холт обърква пресмятанията на оставащите точки на масата и вместо да играе с черна топка, която му носи победа и точка аванс играе с розовата. Резултатът става равен и по правило съдията връща черната топка на масата, която Ебдън успява да вкара и по този начин да победи. Освен с разсеяността си Майкъл е известен и с буйнния си нрав. След един неуспешен удар той изпада в ярост и удря масата, чупейки пръст на ръката си. По време на друг квалификационен турнир отново след неуспешен удар Майкъл Холт побеснява, след което чупи щеката си и напуска залата.
През свободното си време той се изявява и като Диджей в Гърция по време на лятната си ваканция.

## Сезон 2009/10
| Турнир                    | Резутат | Спечелени пари | Ранкинг точки | Най-голям брейк | 100+ брейк | 50+ брейк | Брой спечелени срещи |
| ------------------------- | ------- | -------------- | ------------- | --------------- | ---------- | --------- | -------------------- |
| Шанхай мастърс 2009       |         | £              |               |                 |            |           |                      |
| Гран При 2009             |         | £              |               |                 |            |           |                      |
| Британско първенство 2009 |         | £              |               |                 |            |           |                      |
| Мастърс 2010              |         | £              |               |                 |            |           |                      |
| Първенство на Уелс 2010   |         | £              |               |                 |            |           |                      |
| Първенство на Китай 2010  |         | £              |               |                 |            |           |                      |
| Световно първенство 2010  |         | £              |               |                 |            |           |                      |
| Общо                      |         | £              |               |                 |            |           |                      |